# Šebestián z Veitmile
Šebestián z Veitmile (1490? – 13. listopadu 1549) byl český šlechtic z panského rodu Krabiců z Veitmile. Zastával několik významných úřadů ve službách krále Ferdinanda I. a působil jako horní podnikatel v Krušných horách.

## Rodina
Šebestián z Veitmile se narodil okolo roku 1490. Jeho rodiči byli Beneš z Veitmile a Bonuše, dcera Jana Calty z Kamenné Hory. Otec dosáhl povýšení vladyckého rodu do panského stavu. Šebestián měl tři bratry: Jana, Michala a Kryštofa. Roku 1516 se Šebestián z Veitmile oženil s Annou Glatzovou ze Starého Dvora. Narodili se jim synové Jan a Kříž.

## Kariéra
Jako stoupenec krále Ferdinanda I. byl Šebestián z Veitmile v letech 1527–1528 radou české komory a v letech 1542–1544 zastával úřad nejvyššího mincmistra Českého království. Roku 1546 byl během Šmalkaldské války nejvyšším hejtmanem českého vojska, se kterým táhl do Saska, kde 1. listopadu 1546 zvítězil v bitvě u Ölsnitz. V lednu 1547 se účastnil tažení zemské hotovosti k Labi.
Za Veitmilů došlo v Krušných horách k výraznému rozvoji hornictví. Samotný Šebestián je spojován se založením horních měst Hora Svatého Šebestiána, ke kterému došlo nejspíše ve dvacátých letech šestnáctého století, a Hora Svaté Kateřiny, která byla povýšena na město roku 1528. V Chomutově zahájil Šebestián z Veitmile pozdně gotickou přestavbu děkanského kostela Nanebevzetí Panny Marie a v renesančním slohu pokračoval v úpravách chomutovského zámku. V Postoloprtech založil tvrz, která byla předchůdkyní dochovaného zámku.

## Majetek
Základem Šebestiánova majetku bylo chomutovské panství, které jeho otec získal do dědičného vlastnictví. Šebestián je z počátku držel spolu se svými bratry a strýci Ladislavem a Zikmundem, ale od roku 1529 se stal jediným majitelem. Sňatkem majetek rozšířil o červenohrádecké panství. Kromě toho měl po otci v zástavním držení panství hradu Hněvín a od roku 1514 také Postoloprty. Kromě toho v roce 1519 získal spojené ervěnické panství, v roce 1534 je v jeho držení uváděna tvrz ve Vrbce, o pět let později koupil Okořín a v roce 1548 také Kralupy u Chomutova a Vlčí.

## Zajímavost
Sebestian Waytmillar z Waytmille a na Chomutowie je zmíněn a jeho erb je vyobrazen na Klaudiánově mapě, nejstarší tištěné mapě Čech z roku 1518.